# Zue Robertson
C. Alvin "Zue" Robertson (7 maart 1891 - circa 1943) was een Amerikaanse jazz-trombonist uit New Orleans, die volgens sommige critici (bijvoorbeeld historicus Orrin Keepnews) de standaard heeft gezet voor latere trombonisten.
Robertson toerde in 1910 met de Wild West Show genoemd naar Kit Carson en werkte met de legendarische trompettist Manuel Perez. Later dat decennium was hij actief in Chicago, waar hij speelde met mannen als Jelly Roll Morton, King Oliver, W.C. Handy en Dave Peyton. Vanaf 1929 speelde hij piano en orgel in Lincoln Theatre en Lafayette Theatre in New York. Hier zou hij volgens andere musici anoniem trombone hebben gespeeld op plaatopnames van een brassband. In 1932 verhuisde hij naar Californië, waar hij contrabas ging spelen. Robertson is niet vaak op de plaat gezet: hij heeft slechts enkele nummers opgenomen met Jelly Roll Morton, in 1923.
- MusicBrainz: 9faea28f-ac2f-4b95-ae10-0dc73b689bf5
- Virtual International Authority File: 527155286636187180004